# Eyprepocnemis montana
Eyprepocnemis montana är en insektsart som beskrevs av Lucien Chopard 1945. Eyprepocnemis montana ingår i släktet Eyprepocnemis och familjen gräshoppor. Inga underarter finns listade i Catalogue of Life.